# Padda de Timor
Padda fuscata
Espèce
Statut de conservation UICN

 NT  : Quasi menacé
Le Padda de Timor (Padda fuscata) est une espèce de passereaux appartenant à la famille des Estrildidae.

## Description
Il mesure 14 cm de long est brun avec un gros bec bleu argenté, les joues blanches, les pattes roses et le ventre crème.

## Répartition
Il fréquente l'archipel de Timor en Indonésie.

## Habitat
Il habite les prairies en plaine.
Il est menacé par la perte de son habitat.

## Alimentation
Il se nourrit surtout de graines.